# Aloe comptonii
Aloe comptonii é uma espécie de liliopsida do gênero Aloe, pertencente à família Asphodelaceae.